# Finlândia Ocidental
A Finlândia Ocidental (finlandês: Länsi-Suomen lääni, sueco: Västra Finlands län) foi uma das seis províncias da Finlândia de 1997 até 2010, sua capital era a cidade de Turku.
35% dos finlandeses vivem na Finlândia Ocidental. As maiores cidades da província são Tampere, Turku, Jyväskylä, Pori e Vaasa.

## Regiões
A Finlândia Ocidental está dividida em sete regiões (nomes em finlandês e sueco, respectivamente, entre parênteses):
- Ostrobothnia do Sul (Etelä-Pohjanmaa / Södra Österbotten)
- Ostrobothnia (Pohjanmaa / Österbotten)
- Pirkanmaa (Pirkanmaa / Birkaland)
- Satakunta (Satakunta / Satakunda)
- Ostrobothnia Central (Keski-Pohjanmaa / Mellersta Österbotten)
- Finlândia Central (Keski-Suomi / Mellersta Finland)
- Finlândia Própria (Varsinais-Suomi / Egentliga Finland)